# Ныртинского совхоза
Ныртинского совхоза — поселок в Кукморском районе Татарстана. Административный центр Ныртинского сельского поселения.

## География
Находится в северо-западной части Татарстана на расстоянии приблизительно 25 км на юг по прямой от районного центра города Кукмор.

## История
Основан в 1930-х годах. Имеется филиал Лесхозского дома-интерната для престарелых и инвалидов.

## Население
Постоянных жителей было: в 1949—821, в 1958—1053, в 1970—1029, в 1979—1051, в 1989—803, 821 в 2002 году (татары 91 %), 703 в 2010.